# Nieve en Brasil

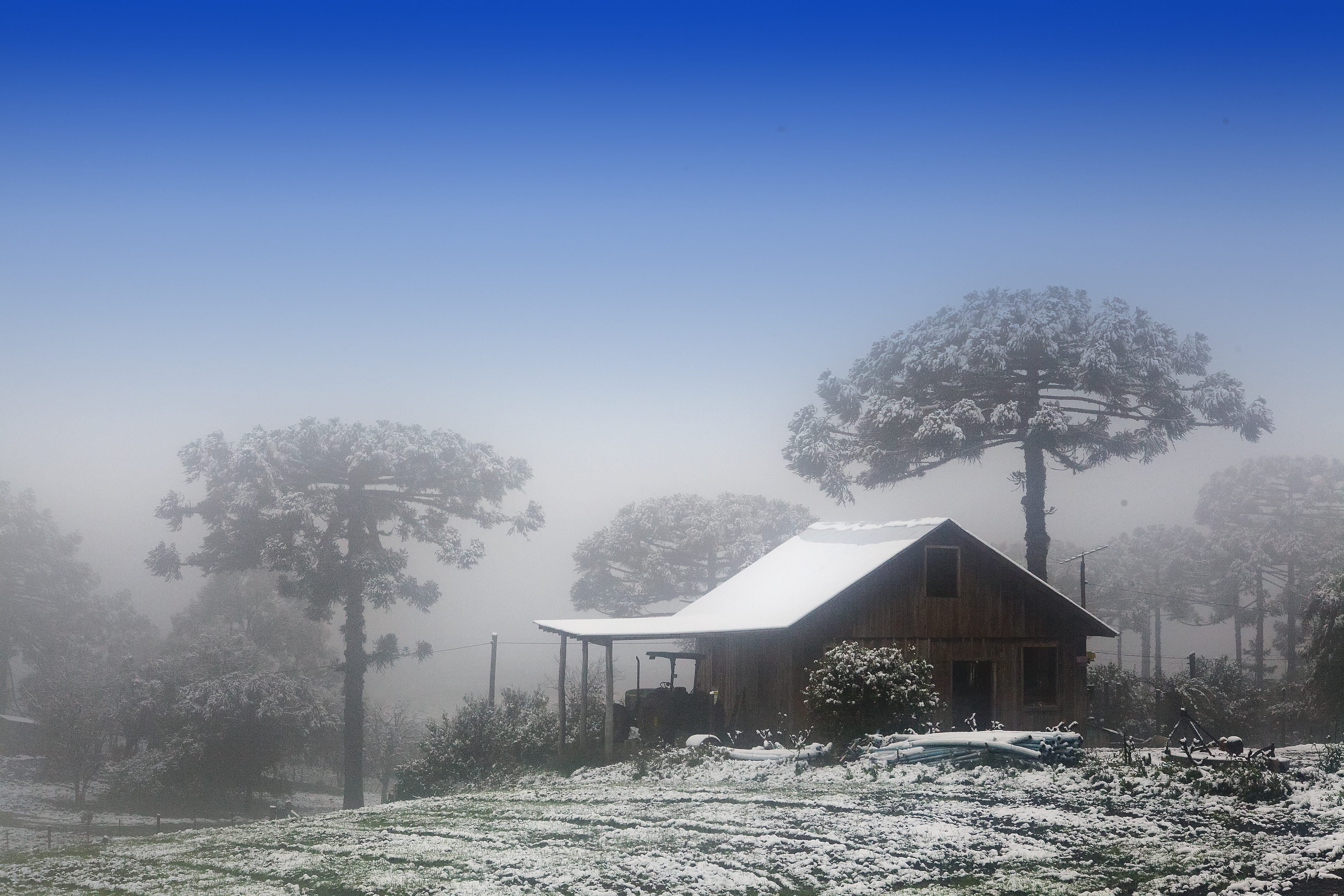
Nieve en Caxias do Sul, Río Grande del Sur (2013).

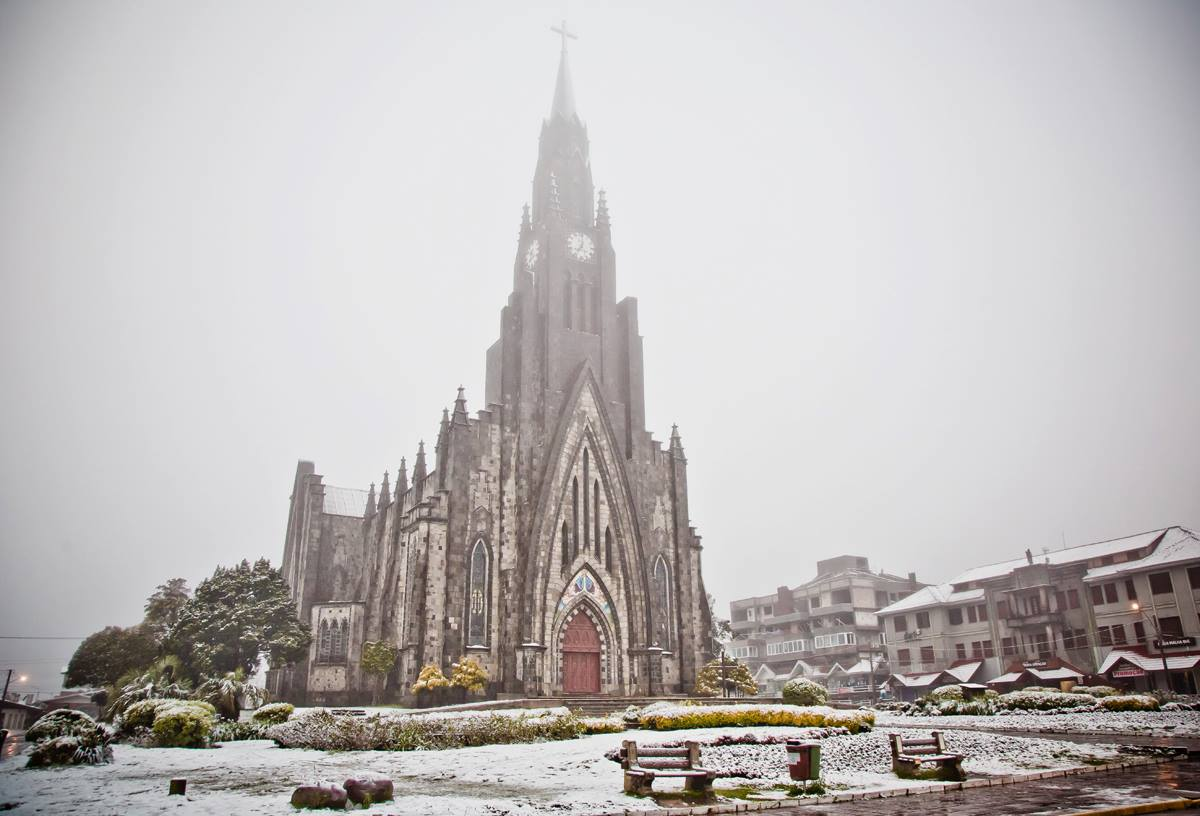
Intensa nevada en Canela - RS.

Las precipitaciones en forma de nieve en Brasil  se producen cada año durante el invierno en las altas planicies al sur del paralelo 28 de latitud sur y a más de 1,000 metros sobre el nivel del mar de los estados sureños de Río Grande del Sur, Santa Catarina y Paraná, donde están las ciudades más frías del país: São Joaquim, Urubici, Urupema, São José dos Ausentes, Palmas, General Carneiro y Guarapuava, entre otras ciudades fronterizas, como Bom Jesus, Bom Jardim da Serra y Cambará do Sul. Además de estos estados mencionados anteriormente, la nieve se registró también en otros estados del país, como São Paulo, Minas Gerais, Río de Janeiro y Mato Grosso del Sur.

## Lectura adicional
- Acúmulo de neve em cidades de Santa Catarina chegou a 25 centímetros, diz meteorologista Archivado el 11 de julio de 2011 en Wayback Machine. (del periódico O Globo, en portugués).